# オーバードライヴ (2004年の映画)
『オーバードライヴ』は、2004年10月2日公開の日本映画。監督は筒井武文、主演は柏原収史。

## あらすじ
2003年のある日、東京のロックバンドのギタリスト・麻田弦はメンバーとともに新曲製作発表記者会見を開くが、女性メンバーとゴタゴタしていて解散が噂されていた。会見後に泥酔した弦がタクシーに乗って「下北（世田谷区）まで」と告げて眠るが、数時間後に目を覚ますとそこは青森県の下北半島だった。約28万円の運賃を払えないと言う弦を、タクシー運転手・五十嵐五郎は半ば強引に自宅に連れて行く。過去に地元で津軽三味線で名を馳せていた五郎は、以前から弟子となる人材を探しており、テレビの記者会見でギタリストの弦を見て連れてきたのだった。
弦は五郎の家から逃げ出そうとするが、直後に現れた五郎の孫娘・晶に一目惚れし、とりあえず三味線を教わり始める。後日五郎に連れられて大和ヒロミの三味線道場「大和会」に訪れると、話の流れで大和の若い弟子・大石聖一郎と三味線勝負をすることに。しかし弦は当然のごとく負け、彼と同じく晶に好意を寄せる聖一郎はその日を境に彼女にアピールするようになる。
近々津軽三味線アルティメット大会（以下、大会）が開かれる予定で、弦や聖一郎は出場に意欲を燃やす。そんな中、下北を離れていた五郎の元弟子・倉内宗之助も大会に出場するため、人知れず地元に戻って来る。三味線を習い始めたばかりの弦が大会に出場すると聞いた晶は、彼に「予選通過したらデートしてあげてもいいよ」と告げる。この言葉に俄然やる気を出した弦は練習を積んで三味線は上達し、再び大和会に訪れて弟子との勝負に勝利して自信をつける。
これに不安を感じた大和は宗之助の「助っ人してやってもいい」との申し出に、「背に腹は代えられない」と大和会への加入を承諾する。宗之助と対面した弦は彼の三味線の怪しげな音色に圧倒され、直後に現れた五郎は弦を守ろうとして体調を崩す。聖一郎が晶の家で過ごしていたところ、五郎を背負った弦が現れ、大和と宗之助が手を組んだことを知った聖一郎は大和会を脱会する。晶は五十嵐家にある特別なダブルネックの三味線を弦に渡し、以後弦は彼女の叱咤激励を受けて特訓の日々を送る。
大会当日を迎え、大和は審査員の一人として出場者の演奏を審査し、療養中の五郎は自宅でラジオ放送を聞く。出場した弦、聖一郎、宗之助はそれぞれ予選を通過してベスト4まで勝ち上がる。準決勝で宗之助と対戦した聖一郎は敗れ、もう一人と対戦した弦は決勝進出を決める。弦はダブルネックの三味線で演奏するが途中で三味線の弦が切れてピンチを迎える。しかし直後に客席に五郎が駆けつけ、彼から名器の三味線を渡された弦は演奏を再開する。魂の籠もった演奏で宗之助の三味線の怪しげな音色に打ち勝った弦は見事優勝し、五郎や晶たち客から優勝を称えられる。

## 作中の補足

### ゼロデシベル
ゼロデシベルとは、弦、美潮、ジンによるスリーピースのロックバンド。元々美潮がソロで歌い始めた後、作曲担当でジンがくっつき、その後別のバンドのギタリストだった弦と出会い、ロックバンド「ゼロデシベル」を結成してメジャーデビューした。
ゼロデシベルの音楽の特徴について、作中の音楽に精通した人からは「ロックっぽいハウス音楽の4つ打ちとニューヨーク系のハイエナジーなサウンドに弦のブルージーなギターが粘りつくように絡んでくる」と評されている。
冒頭の会見の時点では美潮が活動休止を告げているが、レコード会社との契約はまだ残っており、あと1枚シングルを発表することになっている状態。

### 五十嵐の家
下北半島にある五十嵐五郎の自宅は、車道から家一軒分下がった地形に建てられている。一見すると古びた小さな一軒家だが、室内には地下へと続く階段があり、そこを下りると薄明かりの洞窟のような地下通路が続いている。その一番下には2階建ての和風の一軒家があり、木製のはしごでしか行けない2階の一室では、これまで五郎によって連れてこられた何人もの人がここで生活しながら津軽三味線奏者になるべく練習してきた（ただし全員途中で逃げ出した模様）。五郎の「津軽三味線を弾くには体力が必要」との考えから、弦はこの自宅の階段や長い地下通路を使って走ったりうさぎ跳びをする。

### 津軽三味線の大会
作中の大会（津軽三味線アルティメット大会）の参加資格は、年齢制限なし、国籍・性別・プロ・アマ問わず。作中では、第10回大会が2003年10月13日に一宮神社神楽殿で開かれる設定。
大会はトーナメント方式で、様々な流派に所属または無所属の出場者を「予選第一組、第二組…」のように数組に分けて行われる。予選はステージ上に5人の演奏者が登場して、一人ずつ演奏していき、一人の演奏が終わるごとに審査員に審査される。審査員はそれぞれ持つ棒付きの「◯or×」のプレートを上げて審査し、組ごとに◯の数が一番多い者（同点の場合はその人たちだけで再度審査）が本戦（準決勝）に駒を進める。
本戦以降は1対1で勝負し、出場者は赤色か青色に割り振られ、ステージの壁の左側には赤色、右側には青色の垂れ幕がかけられ、各色の前のイスに座る。2人の出場者はMCバトルのように交互に短いフレーズを演奏しあい、審査員は赤色か青色の旗のどちらかを上げて、その数が多い出場者が勝利となる。

## 出演
麻田弦
演 - 柏原収史
ロックバンド「zerodecibel」(ゼロデシベル)のギター担当。1975年6月30日生まれ。O型。元々別のインディーズバンドのメンバーとしてライブハウスで細々と活動していた所、ある日自身の演奏を見たジンと美潮にギターの音を気に入られて引き抜かれた。本人によると以前から「女性ボーカルの後ろでは弾きたくない」と思っていたが、ジンから「半年間だけでも」と説得されて承諾した。ギタリストとしては自惚れ屋で、「日本を代表するギタリスト」、「宇宙で一番俺が上手い」と言っている。犬が苦手。タクシー運転手の五十嵐五郎からタクシー代約津軽三味線の大会には、五十嵐会所属として出場する。

### 五十嵐家
五十嵐五郎
演 - ミッキー・カーチス
個人タクシー「五十嵐タクシー」の運転手。過去の不慮の事故で左手を失い、現在は左手を義手にして日常生活を送っている。左手が使えていた頃は、津軽三味線の名手で“津軽の龍”や“サンダー・フィンガー・ボーイ”の異名で、津軽三味線業界では知られた存在だった。実は長年津軽三味線奏者に向いていそうな人を、タクシーを使ってどこかからさらって来るという、人さらいまがいのことをしているが、本人は“スカウト”と称している。そのように連れてきた人を自宅に住まわせて津軽三味線を教えたが、相手が逃げ出すたびまた新しい人を連れて来るということを繰り返してきた。自宅で“ボブ”と名付けた、ジャーマン・シェパードらしきメス犬を飼い、弦が逃げ出さないよう見張らせている。
五十嵐晶（あきら）
演 - 杏さゆり
五郎の孫娘。作中では弦から「なんであのジジイ（五郎）のDNAからこんな美少女ができるんだよ」と顔を評価されている。食べることが大好きで、作中では様々なシーンで果物や魚、お好み焼きなど何かしら食べ物を食べている。普段は五十嵐家の食事を作ったり、和哉が釣った魚を軒先に干したり燻製にするなどしている。ある時弦に、「何年か前に地元のとある十字路で“くろかわじゅんじろう”という三味線弾きが魂を売る代わりに、地獄の音が出せるという“邪音”（じゃおん）と呼ばれる撥（ばち。三味線の弦を叩く道具）をもらった」という逸話を伝える。作中では、ダブルネックの特別な三味線を弦に貸す。その後自宅療養することになった五郎の代わりに、弦の三味線の稽古に厳しく付き添い、津軽三味線を魂で弾くことの大切さを教える。
五十嵐和哉
演 - 小倉一郎
五郎の義理の息子。晶の父。趣味は習字と釣りと酒を飲むことで、仕事をしているのかは不明だが悠々自適にこれらの趣味を楽しんでいる。若い頃に五郎の娘と結婚したいがために五郎に「三味線が大好きです。教えて下さい」と頭を下げて頼んだが、結婚した途端三味線を習うのを辞めた。五郎の“スカウト”のことで手を焼かされることもあるが、普段は彼と小競り合いをしながらも一緒に酒を酌み交わすなどそれなりに楽しく暮らしている。大会当日は、自室のラジオ放送で大会実況を聞く。

### 弦のバンド仲間
美潮（みしお）
演 - 鈴木蘭々
ゼロデシベルのボーカル。元々はモデルをしていたが、移籍先である現在の事務所の方針で歌手活動を始め、その後ゼロデシベルのボーカルとなった。弦とは1年間恋人として付き合っていたが、本作開始前に破局。ただし本人は交際の噂自体を否定しており、冒頭で表向き“自分たちの音楽を見つめ直す。バンドは進化していくべき”との理由で活動休止を決め、会見で「ギターが嫌い！次のシングルはギターなしで作る！」と発言する。現在は弦との破局により喜怒哀楽の感情が激しく、性格も怒りっぽくなっている。異性については、「強くて傲慢な人より、弱くても優しい人の方が好き」との考えを持つ。弦との破局後に別の男との交際を経て心境に変化が訪れ、携帯電話で弦と会話する。
ジン
演 - 賀集利樹
ゼロデシベルのメンバーでシンセサイザー担当。また、作曲も担当し、ゼロデシベルの音楽の方向性を作ってきた。優しい性格で弦との友情を大事にしていたり、美潮と弦が言い合いになった時は仲裁役を買って出る。バンドの新曲発表の会見から数日後の電話で、弦が「日本の端っこ（青森）にいる」と言ったのを“沖縄にいる”と勘違いする。以降“別れ”をテーマにしたゼロデシベルの新曲の製作に取り掛かる。その後芸能関係の仕事をする知人を通じ、たまたま大会を見に青森に訪れる。

### その他弦と関わる主な人たち
大和ヒロミ
演 - 石橋蓮司
津軽三味線の流派の一つである大和会会長。大和会では、10数人の弟子を抱えている。過去に津軽三味線の名手だった五郎に一目置いており、彼が連れてきた弦（まだ練習を始めて間もない状態）を、“あの五郎氏の弟子でありながら謙虚な人柄”と捉える。作中で開かれる、津軽三味線アルティメット大会の審査員長。本大会では大和会の弟子たちにより9連覇をしている。10連覇達成を夢見ているが、大会前に三味線の腕を上げた弦が大和会にやって来て、演奏対決をした弟子が敗れたため焦る。
大石聖一郎
演 - 新田昌弘
大和の弟子。年齢は弦より数歳年下だが津軽三味線の演奏技術が高く、大和から将来を期待されている。大会の前年優勝者。五郎や晶とは顔見知りで、彼女に対して密かに好意を持っている。大和会にやって来た三味線の練習を始めて間もない弦との勝負に勝った後、晶に積極的にアピールするようになり、弦にとって恋のライバルとなる。自宅は自営業でお好み焼き屋をしており、普段は客の目の前でお好み焼きを焼くなどしている。その後大和が宗之助と手を組んだことに納得ができず、大和との師弟関係を終わらせ、大会には無所属で出場する。
倉内宗之助（そうのすけ）
演 - 新田弘志
五郎の元弟子。大和によると、数年前に五郎から破門された後は放浪生活を送り、あちこちの三味線道場で色々と問題を起こしてきたとのこと。大会の開催日が近づいてきたため、久しぶりに青森の下北に戻って来る。普段から白い花の模様がついた表は黒地、中は赤地の着物姿に赤色の個性的な髪型に顔には白塗りの化粧をしている。本人によると、五郎の弟子だった頃は三味線を上手く弾けないとダメ出しを食らい、弾けたら弾けたで彼から「三味線の音に魂が足りない」などと言われたことから彼のもとを去ったとのこと。“邪音”の撥なのかは不明だが、作中では宗之助が津軽三味線を弾くと、辺りが暗くなって強風が起きるという不思議な現象が起きている。

### その他
歌姫
演 - 阿井莉沙
作中では、歌を用いたストーリーテラー（物語の語り手）のような存在。作中の色々なシーンの合間に津軽三味線とドラムなどによるロックテイストの楽曲に合わせてラップを歌う。自身が歌う歌の歌詞は、その時々の弦の状況や気持ちを語る内容となっている。大会では別撮りで、講談師のように机を張り扇で叩きながら、弦たちの予選通過の状況を伝えるシーンもある。
ゼロデシベル・マネージャー
演 - 諏訪太朗
冒頭のゼロデシベルの新曲発表会見を取り仕切る。会見では記者からバンドの音楽について質問されたが、別の記者から以前から噂されている弦と美潮の恋愛について質問されたため、「今日の会見は音楽活動に関する質問だけでお願いします！」と告げて軌道修正を図ろうとする。後日美潮とジンのそれぞれと会って新曲のことや弦の扱いについて話すが、色々と意見が合わずに振り回される。
木下伸市
演 - 木下伸市
津軽三味線奏者の青年。津軽三味線で名を馳せた五郎を独断で師匠のように思い、尊敬している。自宅療養中の五郎の見舞いに訪れ、彼が長い年月をかけて調整した三味線を試し弾きし、「見事な一品です」と褒め称える。大会では、審査員の一人として弦たち出場者の演奏を審査する。
沢村
演 - 佐藤幹雄
ボランティア活動をしている若者。世間でそこそこ知名度のある美潮に、以前「第一回GwJチャリティーオークション」を手伝ってもらい、以後顔見知りとなった。「世の中に貧乏人や金持ち、強い人弱い人の違いがあってもいいが、命だけは平等に尊いものであってほしい」との考えを持つ。ゼロデシベルの新曲発表の会見後から、美潮とプライベートで交際を始める。後日、カンボジアのプノンペンに地雷撤去のボランティアに行くことを美潮に伝える。
謎の男
演 - 万田邦敏
怪しげな男。黒い山高帽と丸メガネに、蝶ネクタイとベストを身につけている。弦が下北の五郎の家に初めて来た頃から、時々彼を少し離れた場所から様子を伺い始める。感情の起伏がほとんどなく、淡々とした語り口が特徴。宗之助が大和と手を組んだ後、弦に特別な撥（邪音）を見せて「これで三味線を弾けば、肝の冷えるような音色が出る」と告げて渡そうとする。
坂条（さかじょう）
演 - 犬童一心
詳細は不明だが、芸能関係の裏方の仕事をしている。現在ドキュメンタリーで密着取材中の津軽三味線デュオ・吉田兄弟の演奏映像をスタジオで見ていたところ、偶然部屋の前を通りかかったジンが入ってくる。吉田兄弟の演奏動画を見て津軽三味線に少し興味を持ったジンに、今気になっている津軽三味線演奏者の大石（聖一郎）が翌日に行われる大会に出場することを伝える。
吉田兄弟
演 - 吉田兄弟
本人役。VTRでの出演。ある日のステージで津軽三味線を演奏する吉田兄弟の映像を坂条とジンが視聴する。

## スタッフ
- 原作・脚本：EN
- 監督：筒井武文
- 音楽：遠藤浩二
- プロデューサー：榎本憲男
- 津軽三味線監修：高橋脩市郎
- 特技監督：nob
- 撮影：芦澤明子
- 美術：磯見俊裕
- 照明：白石成一
- 録音：堀内戦治
- 衣装デザイン：三橋友子
- 配給：東京テアトル、ビターズ・エンド
- 製作プロダクション：アオイスタジオ
- 製作：「オーバードライヴ」製作委員会（東京テアトル、クロックワークス、レントラックジャパン、ビターズ・エンド）